# Перес, Карлос (гребец)
Ка́рлос Пе́рес Риаль (исп. Carlos Pérez Rial; 12 апреля 1979, Каньяс до Моррасо, Понтеведра, Испания) — испанский спортсмен, байдарочник, олимпийский чемпион 2008 года (вместе с Саулем Кравиотто).
Перес четырёхкратный чемпион мира в гребле на байдарке-одиночке на дистанции 200 метров (2005 год) и в эстафете 4×200 метров (2009, 2010 и 2011 годы). Четырежды он выигрывал и серебряный награды чемпионата мира на спринтерских дистанциях 200 и 500 метров в байдарке-одиночке и байдарке-двойке.